# Abel Verse
Abel Verse, né le 4 septembre 1905 à Meudon (Seine-et-Oise) et décédé le 23 juin 1994 à Lyon, était un joueur de dames français.
Initié à vingt ans au Damier de Vienne, il démontra par la suite ses pleins talents au Damier de Lyon à partir de 1933, et très souvent une fois retraité en 1966.

## Palmarès
Dames:
- Champion de France en 1939 (à Paris);
- Champion de France en 1952 (à Grenoble);
- Champion de France en 1955 (aux Sables-d'Olonne);
- Champion de France en 1960 (à Romilly-sur-Seine) (21 ans après son premier titre, seulement devancé par Raoul Delhom avec 22 années);
- Sextuple vice-champion de France en 1946, 1951, 1956, 1959, 1971, et 1973;
- 3e des championnats de France en 1954, 1957, 1965, et 1966;
- Champion de Paris en 1945, 1946, 1947, et 1950;
- Champion de Lyon en 1934, 1936, 1937, et 1939;
- Coupe de France des clubs (avec le "Damier Lyonnais");
- 4e des championnats d'Europe en 1968 (1re édition);
- 7e des championnats du monde en 1956;

Échecs:
- Champion de Lyon.